# Stjernen (film fra 1949)
 For alternative betydninger, se Stjernen (flertydig). (Se også artikler, som begynder med Stjernen)
Stjernen (russisk: Звезда) er en sovjetisk krigsfilm fra 1949 produceret af Lenfilm og instrueret af Aleksandr Ivanov. Filmen er baseret på romanen af samme n skrevet af Emmanuil Kazakevitj .

## Handling
Kommandoen for en sovjetiske division bliver opmærksom på forventet modangreb fra fjenden. Spejdere, der blev sendt bag fjendens linjer, er ikke vendt tilbage, og en ny gruppe på syv spejdere, under kodenavnet "Stjernen", ledes af løjtnant Travkin. Da spejderne vender tilbage efter at have fuldført opgaven, kommer gruppen pludselig i dødelig kamp med fjenden ...

## Medvirkende
- Anatolij Verbitskij som Travkin
- Aleksej Pokrovskij som Mesjjerjakov
- Irina Radtjenko som Katja Simakova
- Lidija Sukharevskaja som Tatjana Ulybysjeva
- Oleg Zjakov som Serbitjenko